# Jim Leach
Jim Leach właściwie James Albert Smith Leach (ur. 15 października 1942 w Davenport, zm. 11 grudnia 2024 w Iowa City) – amerykański polityk, członek Partii Republikańskiej (zaliczany do tzw. republikanów tylko z nazwy), a następnie członek Partii Demokratycznej.

## Działalność polityczna
W okresie od 3 stycznia 1977 do 3 stycznia 2003 przez trzynaście kadencji był przedstawicielem 1. okręgu, a od 3 stycznia 2003 do 3 stycznia 2007 przez dwie kadencje był przedstawicielem 2. okręgu wyborczego w stanie Iowa w Izbie Reprezentantów Stanów Zjednoczonych.